# Ariadna laeta
Espèce
Ariadna laeta est une espèce d'araignées aranéomorphes de la famille des Segestriidae.

## Distribution
Cette espèce se rencontre au Cameroun et à Principe à Sao Tomé-et-Principe.

## Publication originale
- Thorell, 1899 : Araneae Camerunenses (Africae occidentalis) quas anno 1891 collegerunt Cel. Dr Y. Sjöstedt aliique. Bihang till Kongliga Svenska Vetenskaps-Academiens Handlingar, vol. 25, no 1, p. 1-105.